# Spinoliella rozeni
Spinoliella rozeni är en biart som beskrevs av Toro och Ruz 1972. Spinoliella rozeni ingår i släktet Spinoliella och familjen grävbin. Inga underarter finns listade i Catalogue of Life.